# Mindanaokoningsspreeuw
De mindanaokoningsspreeuw (Goodfellowia miranda synoniem: Basilornis mirandus) is een spreeuwachtige die alleen voorkomt op het eiland Mindanao in de Filipijnen. 

## Taxonomie
De vogel werd in 1903 door  Ernst Hartert beschreven en in het monotypische geslacht Goodfellowia geplaatst, een eerbetoon aan de Britse vogelkundige Walter Goodfellow. Daarna werd de soort lange tijd als soort uit het geslacht Basilornis beschouwd. Uit in 2007 gepubliceerd DNA-onderzoek bleek dat de plaatsing in een monotypisch geslacht verdedigbaar was.

## Kenmerken
De mindanaokoningspreeuw wordt 33 centimeter en heeft een vleugellengte van 11,5 centimeter. Het is een grote spreeuwachtige met een lange staart. De geslachten lijken identiek. Een volwassen exemplaar is helemaal glimmend zwart met groen en blauwachtig paars daardoorheen. De onderkant van de rug en stuit zijn wit en de vleugels en staart zijn zwart tot zwartbruin en glimmen niet. Een juveniel lijkt op een volwassen exemplaar, maar de veren glimmen niet en hebben vaalwitte randen. De snavel is geel, de ogen donkerbruin met een gele huid daaromheen en de poten zwart tot olijfgeel.
De mindanaokoningsspreeuw is een erg luidruchtige vogel met een makkelijk te onderscheiden geluid van de vleugels als ze vliegen.

## Ondersoorten, verspreiding  en leefgebied
Van de mindanaokoningsspreeuw zijn geen ondersoorten bekend. De soort komt alleen voor op Mount Apo, in het Kitangladgebergte en in de bergen van de provincie Misamis Oriental op het eiland Mindanao. De soort is solitair of in paartjes of in kleine groepjes te vinden in bossen en bosranden tot een hoogte van zo'n 1250 meter. Omdat de vogel voorkomt binnen een klein gebied (waarin overigens het leefgebied niet bedreigd wordt) staat hij als gevoelig op de internationale rode lijst.

## Voedsel
De mindanaokoningsspreeuw eet zowel fruit als insecten.

## Voortplanting
Exemplaren van de mindanaokoningsspreeuw met vergrote gonaden zijn waargenomen in februari. Zowel in de maand februari als in de maand juli is een nest gemaakt van takjes en bladeren gevonden in nesten van spechten op zo'n 15 meter boven de grond.